# Dinastia alauita
La dinastia alauita o dinastia filalí és una dinastia de xerifs marroquins del Tafilelt, fundada pel Mawlay ar-Raixid (1660-1672). El 1664 s'implantà sòlidament al Rif i, des del 1668 fins al 1670, acabà l'ocupació del Marroc amb la conquesta de Marràqueix. Els seus successors hagueren de fer front a l'anarquia, però, tot i això, la dinastia, es consolidà el 1912 amb l'establiment del protectorat francès i el 1956 amb la independència del Marroc, que ha perdurat fins a l'època actual.
Un dels més il·lustres alauites fou el sultà Mulay Ismail, segon sobirà de la dinastia. El seu regnat se situa entre 1672 i 1727, imposant l'autoritat del makhzen sobre el conjunt de l'imperi xerifenc, gràcies al seu exèrcit compost de milícies d'esclaus-soldats negres (els Abid al Bokhari) i de les tribus militars guich (Oudayas, Cherrardas, Cherragas). Ismail controlava el país des de Meknès, nova capital imperial en substitució de Fes i de Marràqueix. Sota el regnat d'Ismail, Meknès es dota d'una veritable ciutat prohibida a la marroquina, amb els seus conjunts de palaus, fonts, mesquites, jardins i de fortaleses. Ismail afrontà una guerra contínua contra les tribus de l'Atles (que acaba sotmetent) però també contra els enemics exteriors: els espanyols, els anglesos i els otomans. El sultà estén la seva autoritat sobre Mauritània i els oasis del Touat.

## Origen
Els alauites d'origen hasànida, havien vingut al Marroc des d'Aràbia al segle xiii, però no havien tingut cap paper polític fins a l'enfonsament de la dinastia sadita. Els habitants del Tafilelt (Tafilalt) amenaçats per Abu l-Hassan al_Samlali i els marabuts d'al-Dila que tenien el suport dels amazics de l'Atles mitja i central principalment del grup sinhadja, van escollir per cap a Mulay Ali Xerif (1631) que va exercir fins al 1636 en què el va succeir el seu fill Muhammad (II) que durant 20 anys es va esforçar per crear-se un principat al Marroc oriental sense gaire èxit. El va succeir el 1664 el seu germà Mawlay al-Rashid verdader fundador, que enemistat amb el seu germà havia format una banda militar que recorria part del Marroc. Va conquerir Fes i Marràqueix i va governar bona part del país. Va morir el 1672 quan la seva obra restava a consolidar.

## La dinastia
El va succeir el seu germà Mawlay Ismail que es va enfrontar a dos pretendents i va haver de reprimir nombroses revoltes però va conservar encara el poder general i encara el va ampliar amb algunes conquestes als espanyols i l'evacuació anglesa de Tànger. A la seva mort va ressorgir l'anarquia (període 1727-1757)
Durant trenta anys els seus fills foren nomenats o deposats pels gish (exèrcit) i pels Abid (negres) i les tribus amazigues van baixar a les planes. Van regnar set sobirans, un d'ells (Mawlay Ahmad al-Dhahabi) dues vegades i una altra (Mawlay Abd Allah), sis vegades. El bandidatge i l'anarquia assolaren el país.
Mawlay Muhammad III, que va ser proclamat el 1757, era fill d'Abd Allah i va aconseguir posar orde. Al final del seu regnat es va revoltar el seu fill al-Yazid.
Al-Yazid fou sultà per dos anys, en els quals es va enfrontar a Espanya i va fer front a una revolta al sud del país. A la seva mort, Sulayman es va desfer de dos competidors i va pujar al tron. A partir d'aquí el fill hereu designat va succeir al pare de forma regular i la dinastia no va patir greus ensurts. L'exèrcit restava indisciplinat (els abid havien estat eliminat però seguien els gish) i les expedicions es feien amb l'aportació de contingents tribal mobilitzats per l'ocasió. El cobrament de taxes fou irregular. A finals del segle xix els caids que dominaven el sud del país com a virtualment independents, es van acostar al sultà.
Mawlay Abd al-Rahman va donar suport a l'emir algerià Abd el-Kader i va entrar en conflicte amb França. Els francesos van derrotar els marroquins en la batalla d'Isly el 15 de juliol de 1844 i els ports de Tànger i Mogador foren bombardejats pels francesos. El sultà va signar la pau i es va posar en contra d'Abd el-Kader. Muhammad, el seu fill, va estar amb guerra amb Espanya (1859-1860) i fou derrotat.

## Influència europea i protectorats francès i espanyol
La influència europea es va plasmar a la Convenció de Madrid que regulava el comerç i la protecció dels nacionals. Mawlay Abd al-Aziz va pujar al tron (1894) succeint al seu pare Mawlay Hassan amb només 14 anys. Fins al 1900 el poder va estar en mans del visir Ba Hamad i va mantenir la situació precedent. Però a partir del 1900 van començar conflictes greus: un pretendent (rogi) anomenat Bu Hamara, es va instal·lar a Taza (Marroc) i va derrotar l'exèrcit del sultà. Diverses tribus es revoltaven i parents del sultà reclamaven el tron. Alemanya veia amb preocupació la creixent influència francesa. La Conferència d'Algesires va tractar d'arranjar la situació, reconeixent la independència del país i la integritat territorial, i la igualtat comercial de les potències, però amb el reconeixement de certs privilegis a França. Alguns incidents amb nacionals francesos vam portar a aquests a ocupar Oudja. El 1909 França i Alemanya arribaren a un acord. Abd al-Aziz fou enderrocat pel seu germà Mawlay Abd al-Hafiz revoltat a Marràqueix. Els temors d'Alemanya la van impulsar a enviar naus a Agadir (Incident d'Agadir) que per sort va tenir solució diplomàtica amb un segon acord francoalemany en el qual Alemanya va deixar via lliura a França a canvi de compensacions a l'Àfrica equatorial. Així França va poder establir el protectorat (20 de març del 1912) amb reserva d'una part per Espanya a la costa de l'estret de Gibraltar. Mawlay Abd al-Hafiz va abdicar el 1913 i el va succeir el seu germà Mawlay Yusuf.

## Regne independent
El 1926 el va succeir el seu fill Muhàmmad V del Marroc, que fou deposat pels francesos el 20 d'agost de 1953 i enviat a l'exili. Va haver de ser restaurat el 6 de novembre de 1955 i el 14 d'agost de 1957 va esdevenir rei independent incloent la zona del Protectorat espanyol del Marroc. L'1 d'abril de 1958 Espanya va haver de retornar el sud del país (Tarfaya), part del protectorat però administrat des de la província del Sàhara. El 1961 el va succeir el seu fill Hassan II que el 1967 va fomentar una guerrilla al territori espanyol del Ifni, que va acabar amb la restitució de la zona al Marroc; el 1976 va aprofitar la transició espanyola per apoderar-se del Sàhara Occidental que es va repartir amb Mauritània (26 de febrer de 1976) la part de la qual també va annexionar l'11 d'agost de 1979. Les successives derrotes militars contra els sahrauís el van obligar a construir un costós mur defensiu al Sàhara amb ajut tecnològic americà i francès.

## Llista de sobirans de la dinastia Alauita

### Caids deTafilelt
- 1631-1636: Mulay Muhammad I al-Sharif (Mawlay Ali Sharif o Mulay Ali Cherif) 1597-1636 (abdica el 1636)
- 1636-1664: Mulay Muhammad II ibn Muhammad (Muhammad ben Ali Cherif)

### Soldans del Marroc (1666-1957)
- 1664-1672: Ali Mulay al-Rashid ibn Muhammad
- 1672-1727: Abu Nasr Mulay Ismail ibn Muhammad al-Samin
- 1727-1728: Abbu l-Abbas Mulay Ahmad al-Dhahabi ibn Ismail
- 1728-1728: Mulay Abd al-Malik ibn Ismail (a Meknès)
- 1728-1729: Abbu l-Abbas Mulay Ahmad al-Dhahabi ibn Ismail
- 1729-1734: Mulay Abd Allah ben Ismail
- 1734-1736: Abu l-Hassan Mulay Ali al-Aradj)
- 1736-1736: Mulay Abd Allah ben Ismail
- 1736-1738: Mulay Muhammad (Muhammad ben al-Arabiyya ibn Ismail)
- 1738-1740: Mulay al-Mustadi ibn Ismail
- 1740-1741: Mulay Abd Allah ben Ismail
- 1741-1741: Mulay Zayn al-Abidin ibn Ismail
- 1741-1742: Mulay Abd Allah ben Ismail
- 1742-1743: Mulay al-Mustadi ibn Ismail
- 1743-1747: Mulay Abd Allah ben Ismail
- 1747-1748: Mulay al-Mustadi ibn Ismail
- 1748-1748: Mulay Muhammad III ibn Abd Allah ibn Ismail al-Khatib (associat)
- 1748-1757: Mulay Abd Allah ben Ismail
- 1757-1790: Mulay Muhammad III ibn Abd Allah ibn Ismail al-Khatib
- 1790-1792: Mulay Yazid ibn Muhammad (o Mulay al-Yazid)
- 1792-1795: Muley Hisham ibn Muhammad (1795-1797 rebel)
- 1795-1822: Mulay Sulayman (Slimane) ibn Muhammad
- 1822-1859: Abu l-Fadl Mulay Abd al-Rahman ben Hisham
- 1859-1873: Mulay Muhammad IV ibn Abd al-Rahman
- 1873-1894: Mulay Hasan I
- 1894-1908: Mulay Abd al-Aziz ben al-Hassan
- 1908-1912: Mulay Abd al-Hafiz ibn al-Hassan (o Mulay Abd al-Hafid)
- 1912-1927: Mulay Yusuf (Mulay Yusef)
- 1927-1953: Mulay Muhàmmad V ibn Yusuf (Muhammad V o Mohamed V)
- 1953-1955: Sidi Mohammad ben Arafa (o Muhammed ibn Arafa, realment Mulay Muhammad VI o Muley Mohamed VI) 1953-1955
- 1955-1957: Mulay Muhammad V ibn Yusuf (Muhammad V o Mohamed V) sultà per segona vegada, rei el 1957 (després del seu retorn de l'exili, un any després de la independència del Marroc)

### Reis del Marroc
- 1957-1961: Muhàmmad V
- 1961-1999: Hassan II
- 1999: Mohammed VI
  - Príncep hereu: Mulay Hassan, fill del rei Mohammed VI (hom suposa que serà Hassan III)

## Genealogia
- Mulay Muhammad I al-Sharif 1597-1636 (abdica el 1636) 
  - Mulay Muhammad II ibn Muhammad 1636-1664
  - Ali Mulay al-Rashid ibn Muhammad 1664-1672
  - Abu Nasr Mulay Ismail ibn Muhammad al-Samin 1672–1727
    - Muhammad ibn Ismail (+1729)
    - Abbu l-Abbas Mulay Ahmad al-Dhahabi, 1727-1728 i 1728-1729
    - Mulay Abd al-Malik ibn Ismail (a Meknès 1728)
    - Mulay Zayn al-Abidin ibn Ismail (Ali al-Aradj) 1734-1736
    - Mulay Muhammad II (Muhammad ben al-Arabiyya ibn Ismail) 1736-1738
    - Mulay al-Mustadi ibn Ismail 1738-1740 i 1745
    - Mulay Abd Allah ben Ismail 1729-1734, 1736, 1740-1745, 1745-1748 i 1748-1757
      - Mulay Muhammad III ibn Abd Allah al-Khatib 1748 i 1757-1790 
        - Mulay Yazid ibn Muhammad 1790-1792 (a Fes)
          - Ibrahim ibn Yazid (rebel a Fes i Tetuan 1819-1821)
          - Said ibn Yazid (rebel 1821)

        - Mulay Hisham ibn Muhammad 1792-1795 (a Marràqueix 1792, i 1792-1795 -reconegut com a sultà, i rebel 1795-1797, +1799)
          - Abu l-Fadl Mulay Abd al-Rahman ben Hisham 1790 (rebel) i 1822-1859
            - Mulay Muhammad IV ibn Abd al-Rahman 1859-1873
              - Mulay Hassan I 1873-1894
                - Mulay Abd al-Aziz ben al-Hassan 1894-1908
                  - Mulay al-Kabir ibn Abd al-Aziz (rebel 1911)

                - Mulay Abd al-Hafiz ibn al-Hassan 1908-1912 (+1937)
                - Mulay Yusuf ibn al-Hassan 1912-1927
                  - Mulay Muhàmmad V ibn Yusuf (Muhammad V o Mohamed V) 1927-1953 i 1955-1961 (rei 1957-1961)
                    - Hassan II ibn Muhammad 1957-

              - Arafa ibn Muhammad (rebel 1911)
                - Mohammad ben Arafa (o Muhammed ibn Arafa, realment Mulay Muhammad VI o Muley Mohamed VI) 1953-1955

        - Mulay Husayn ibn Muhammad (rebel a Marraqueix, 1794 a 1797, +1799)
        - Mulay Sulayman (Slimane) ibn Muhammad 1795-1822 (a Fes)